# Денніс Вайоллет
Денніс Вайоллет (англ. Dennis Viollet, нар. 20 вересня 1933, Манчестер — пом. 6 березня 1999, Джексонвілл) — англійський футболіст, що грав на позиції нападника. По завершенні ігрової кар'єри — тренер.
Виступав, зокрема, за клуби «Манчестер Юнайтед», де був одним з «малюків Басбі», та «Сток Сіті», а також національну збірну Англії.
Триразовий чемпіон Англії.

## Клубна кар'єра
У дорослому футболі дебютував 1950 року виступами за команду клубу «Манчестер Юнайтед», в якій провів дванадцять сезонів, взявши участь у 259 матчах чемпіонату.  Більшість часу, проведеного у складі «Манчестер Юнайтед», був основним гравцем атакувальної ланки команди. У складі «Манчестер Юнайтед» був одним з головних бомбардирів команди, маючи середню результативність на рівні 0,61 голу за гру першості. За цей час тричі виборював титул чемпіона Англії. В сезоні 1956/57 з 9 голами ставав найкращим бомбардиром другого розіграшу Кубка чемпіонів, а в сезоні 1959/60 забив 32 голи в матчах Футбольної ліги Англії, ставши найкращим голеодором цього турніру. На початку 1958 року став одним з гравців «Ман Юнайтед», що пережили Мюнхенську авіакатастрофу, в якій розбився літак з гравцями і співробітниками англійського клубу.
1962 року перейшов до «Сток Сіті». Відіграв за команду зі Сток-он-Трент наступні п'ять сезонів своєї ігрової кар'єри. Граючи у складі «Сток Сіті» також здебільшого виходив на поле в основному складі команди.
Згодом з 1967 по 1969 рік грав у складі американського «Балтімор Бейз» та англійського нижчолігового «Віттон Альбіон».
Завершив професійну ігрову кар'єру в північоірландському «Лінфілді», за команду якого виступав протягом 1969—1970 років.

## Виступи за збірну
1960 року дебютував в офіційних матчах у складі національної збірної Англії. Другу і, як з'ясувалося, останню гру за збірну провів лише 1962 року.

## Кар'єра тренера
Розпочав тренерську кар'єру невдовзі по завершенні кар'єри гравця, 1971 року, очоливши тренерський штаб клубу «Кру Александра».
Згодом перебрався до США, де працював з командами «Бальтімор Бейз», «Вашингтон Дипломатс», «Ричмонд Кікерс», а також декількому командами з міста Джексонвілл у Флориді, в якому й помер 6 березня 1999 року на 66-му році життя.

## Титули і досягнення

### Командні
- Чемпіон Англії (3):

«Манчестер Юнайтед»: 1951-1952, 1955-1956, 1956-1957
- Володар Суперкубка Англії (2):

«Манчестер Юнайтед»: 1956, 1957

### Особисті
- Найкращий бомбардир Кубка європейських чемпіонів:

1956-1957 (9)
- Найкращий бомбардир чемпіонату Англії:

1959-1960 (32)